# Le Siffleur tragique (film, 1920)
Pour les articles homonymes, voir Le Siffleur tragique.
Pour plus de détails, voir Fiche technique et Distribution.
Le Siffleur tragique (The Untamed) est un film américain réalisé par Emmett J. Flynn, sorti en 1920.

## Synopsis
Joe Cumberland trouve "Dan le siffleur" dans le désert et lui offre l'hospitalité dans son ranch, après l'avoir soigné avec l'aide de sa fille Kate. Dan, devenu adulte, reste sauvage, avec un caractère qui l'amène souvent à la colère. Dan va chercher à se venger après que le hors-la-loi Jim Silent a essayé de le tuer lors dune bagarre dans un saloon. Kate est faite prisonnière par Silent, Dan capture Lee Haines, un des hommes de Silent, mais ce dernier fait prisonnier le père de Kate. Après un échange de prisonniers, Dan suit la piste des hors-la-loi et les tue tous à l'exception de Silent. Les deux adversaires en viennent aux mains et Dan étrangle Silent. Sa revanche accomplie, Dan se calme et s'installe avec Kate.

## Fiche technique
- Titre original : The Untamed

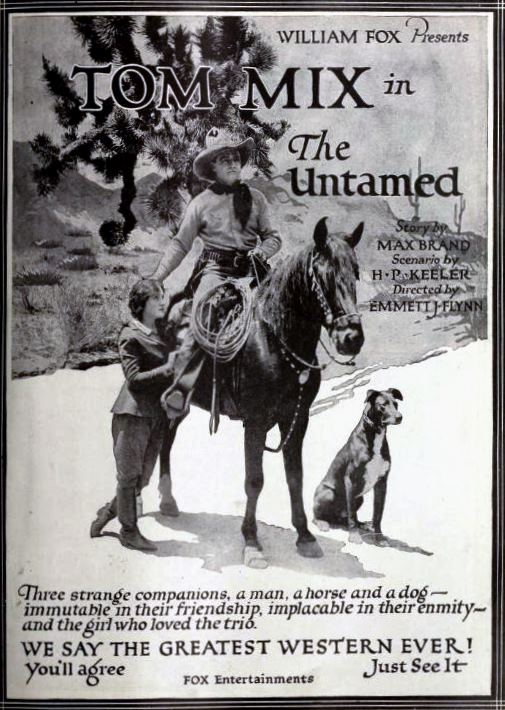
Annonce pour le film.

- Titre français : Le Siffleur tragique
- Réalisation : Emmett J. Flynn
- Scénario : H.P. Keeler, d'après le roman The Untamed de Max Brand
- Photographie : Frank Good et Irving Rosenberg
- Production : William Fox
- Société de production : Fox Film Corporation
- Société de distribution : Fox Film Corporation
- Pays de production :  États-Unis
- Langue originale : anglais
- Format : noir et blanc — 35 mm — 1,37:1 — Film muet
- Genre : Western
- Durée : 5 bobines
- Dates de sortie : 
  - États-Unis : 22 août 1920 (New York)
  - France : 30 juin 1922[1]
- Licence : domaine public

## Distribution
- Tom Mix : Dan le siffleur
- Pauline Starke : Kate Cumberland
- George Siegmann : Jim Silent
- P. M. McCullough : Lee Haines
- James O. Barrows : Joe Cumberland
- Charles K. French : Tex Calder
- Pat Chrisman : Kilduff
- Sid Jordan : Hal Purvis
- Major J. A. McGuire : Morgan
- Frank M. Clark : Shérif Morris
- Joe Connelly : Buck Daniels

## Autour du film
- le même roman a servi de source au scénario de Fair Warning (1931)